# Fair Haven (Nowy Jork)
Fair Haven – wieś w Stanach Zjednoczonych, w stanie Nowy Jork, w hrabstwie Cayuga.